# أوت لاست
آوت لاست (بالإنجليزية: Outlast) هي لعبة من نوع رعب البقاء ومنظور الشخص الأول، طورت ونشرت بواسطة شركة ريد بارلز الكندية لتطوير الألعاب. تدور قصة اللعبة حول الصحفي الحر المستقصي الذي يدعى مايلز ابشور (بالإنجليزية: Miles Upshur)، الذي قرر ان يحقق في مستشفى للأمراض النفسية تدعى ماونت ماسيف اسايلم (بالإنجليزية: Mount Massive Asylum) التابعة لمنظمة ماركوف، تقع في مقاطعة (ليك ، كولورادو). الإضافة الثانية للعبة، ويسلبلاور- أو المنذر - (بالإنجليزية: Whistleblower) تدور حول المهندس وايلون بارك (بالإنجليزية: Waylon Park) الذي اقتاد مايلز للمستشفى.
آوت لاست نشرت لأول مرة على نظام مايكروسوفت ويندوز بتاريخ 4 من سبتمبر 2013، وعلى منصة بلاي ستيشن 4 بتاريخ 4 من فبراير 2014، منصة إكس بوكس ون بتاريخ 19 من يونيو 2014، واصدرت على نظامي لينكس وأو إس إكس بتاريخ 31 من مارس 2015 . آوت لاست كانت لها مكانة عالية بين العاب الرعب الحديثة، حيث تلقت الكثير من المراجعات الإيجابية، ومدحت لأسلوب لعبها وعناصر رعبها المميزة. في شهر سبتمبر 2016، بيعت ما يقارب الثلاثة ملايين نسخة من اللعبة ككل !!
للعبة آوت لاست جزء ثان اسمه آوت لاست 2 تقرر ان تصدر في الربع الأول من عام 2017 . ومن المقرر إصدار ذا أوت لاست ترايلز في عام 2021 ولكن تم التأجيل إلى عام 2022

## أسلوب اللعب
آوت لاست هي لعبة لها نهاية واحدة فقط مختلفة لكل قصة - القصة الأساسية والإضافة - ، وتلعب بمنظور الشخص الأول فقط. تدور أحداثها في مستشفى للأمراض النفسية خرجت عن السيطرة من قبل مرضاها. الصحفي وبطل القصة، مايلز ابشور، غير قادر على القتال، فلكي تبقى على قيد الحياة لابد ان تهرب من اعدائك أو ان تختبئ في الأماكن المخصصة - كالخزانات أو تحت الأسِرّة - . ولكن يجب على اللاعب ان يتوخى الحذر، لأن الأعداء عادة ما يبحثون في تلك الأماكن. وبطبيعة الحال، على اللاعب ان يتفاعل مع البيئة المحيطة به، ان يقفز من فوق العوائق المنخفضة وان ينزلق تحت الأماكن المفتوحة في اجزاء صلبة كثقب في السياج أو في الحائط.
يحمل مايلز معه كاميرا لتسجيل الفيديو تدعم خاصية الرؤية الليلية وبعض البطاريات ودفتر لتدوين الملاحظات، والذي اخذهما لتوثيق ما يحدث بداخل المستشفى. حصول مايلز على كاميرا تدعم الرؤية الليلية يساعده في استكشاف المناطق المظلمة في المستشفى، ولكن الأشعة التحت حمراء التي تستخدمها الكاميرا للرؤية الليلية تستهلك من طاقة البطاريات، فعلى اللاعب ان يبحث عن البطاريات اثناء اللعب لإعادة شحن الكاميرا وضمان استمرارية خاصية الرؤية الليلية والتي توجد في اماكن متفرقة بداخل المستشفى. هناك أيضا في المستشفى بعض المستندات يوجد بداخلها تقارير عن حالات بعض المرضى وتوجد كالبطاريات في اماكن متفرقة بداخل المستشفى.

## أحداث القصة

### الأساسية
مايلز ابشور، صحفي حر مستقصي، يتلقى رسالة مجهولة المصدر مضمونها أن هناك تجارب لا أخلاقية تحدث في مستشفي ماونت ماسيف اسايلم، وهي مستشفى سرية للأمراض النفسية مملوكة من قبل مؤسسة ماركوف سيئة السمعة. عند دخوله للمستشفى، تأتيه الصدمة عندما يرى جثث الموظفين وقد تناثرت حول الممرات، والمرضى قد هربوا، وقد اخبره أحد ضباط فرقة الأسلحة و التكتيكات الخاصة (بالإنجليزية: SWAT) كان على وشك الموت أن مرضى مستشفى ماونت ماسيف اسايلم المختلين عقليا، أو بالأحرى (المتحولون)، هم احرار ولا شيء يمنعهم من قتل موظفي مؤسسة ماركوف. يحث المحقق مايلز أن يخرج من المستشفى قبل ان يفوت الأوان، ولكن مايلز يكمل طريقه بعد ان أُغلق المكان الذي دخل منه.
و بينما مايلز يمضي قدما بحثا عن أي مخرج آخر، يفاجئه سجين ضخم مختل عقليا يدعى كريس والكر بهجوم ويرميه من نافذة إلى ساحة الإستقبال السفلية مفقدا له وعيه. وبينما مايلز فاقد للوعي، يحدث أول لقاء بينه وبين «الأب» مارتن ارتشيمباود، وهو مريض يعاني من اضطراب فصامي عاطفي قد عين نفسه كاهنا، وكان يدعي ان مايلز هو رسول له ولذلك لم يسمح له بالهروب، قاطعا التيار الكهربائي عن الأبواب الأمامية.
و بعد ان يعيد مايلز التيار الكهربي ويهرب من متحول في الطابق السفلي ويستعيد السيطرة، يقوم مارتن بإنشاء كمين له ويحقنه بالمخدر. وبينما مايلز يفقد الوعي، يريه مارتن بعض اللقطات لضباط فرقة الأسلحة والتكتيكات الخاصة وهم يقطعون اربا اربا من قبل شيء مجهول، أو على ما يبدو، كيان غامض غير طبيعي يعرف باسم الوولرايدر (بالإنجليزية: The Walrider)، بعدها يفقد مايلز الوعي وينقله مارتن إلى مبنى السجن.
يستيقظ مايلز ويجد نفسه بداخل إحدى الزنزانات بداخل مبنى السجن - الذي تم تخريبه على نحو كبير - المليء بالمجانين والمختلين عقليا. يخطط مايلز للهرب عن طريق البالوعات للعنابر الرئيسية، وفي اثناء قيامه بخطته، يطارده كريس والكر واثنين من المتحولين آكلي لحوم البشر المعروفين باسم التوأم بعدها يصل اخيرا إلى الحمامات (بالإنجليزية: The Twins) وأخيرا يصل إلى الحمامات. لكن يتمكن منه مريض يدعى ريتشارد - أو ريك - تراجر (بالإنجليزية: Richard Trager) وهو متحول حاله كحال باقي مرضى المصحة، ولكنه متميز بأكله للحوم البشر، يقيد تراجر مايلز إلى مقعد متحرك ويقطع اصبعين منه، ولم يكتف بهذا، فقد اراد ان يقطع له لسانه واعضائه التناسلية، ولكن مايلز يستطيع الفرار منه في غيابه، ويحاول ان يجد مفتاحا لمصعد للنزول للطابق الأرضي حيث الباب الأمامي لمبنى السجن، لكن يفاجئه تراجر بهجوم بينما هو في المصعد لكن المصعد يسحقه دون قصد.
يخرج مايلز من مبنى السجن بعد ان تم احراق الطوابق العليا منه من قبل المجانين ليجد نفسه في الساحة الأمامية وبعدها يحاول مايلز الوصول إلى الأب مارتن لكنه يرى الوولرايدر يعبر بجانبه. بعد ان يصل مايلز إلى القاعة، يكتشف أن الوولرايدر قد انشئ من قبل طبيب يدعى رادولف غوستاف فيرنيك (بالإنجليزية: Dr. Rudolf Gustav Wernicke) وهو طبيب ألماني أُحضر إلى الولايات المتحدة الأمريكية ليشارك بمشروع عملية مشبك الورق (بالإنجليزية: Operation Paperclip) بعد ذلك يجد مايلز الأب مارتن وقد علق نفسه على صليب وقد قرر التضحية بنفسه في الكنيسة وحوله الكثير من المرضى يسجدون له، بعدها يعطي مارتن مايلز مفتاحا لمصعد المبنى الرئيسي وبذلك يمكن لمايلز الهرب، بعد ذلك ينهي مارتن حياته محرقا نفسه.
هاربا من كريس والكر مرة أخرى، يدخل مايلز المصعد، ولكن يحدث عطل في المصعد يجعل مايلز ينزل إلى المختبر التحت ارضي، ولكن لسوء الحظ وبينما مايلز يحاول ايجاد طريق للخروج، يهاجمه كريس والكر الذي كان على وشك قتله، لكن يأتي الوولرايدر ليسحق كريس والكر في فتحة التهوية. بعد ذلك يلتقي مايلز بالطبيب فرينيك الذي يخبره ان الوولرايدر هي روح بغيضة يتم التحكم بها عن طريق شخص يدعى بيلي هوب، وهو قابع في غيبوبة - نتيجة لإجراء التجربة عليه - داخل كرة زجاجية في المختبر الرئيسي. وقد اخبر مايلز ان عليه قتل بيلي لإيقاف الوولرايدر.
يفعلها مايلز، ولكن الوولرايدر يدخل جسده ويعذبه دون قتله، بعدها يرميه على الأرض. يقف مايلز بصعوبة شديدة ويمشي نحو المخرج بتمايل شديد نتيجة التعذيب الذي تلقاه على يد الوولرايدر حيث ضباط ماركوف والدكتور فيرنيك يقتلونه بالرشاشات لسبب مجهول، واثناء سقوط مايلز صريعا، يلاحظ فيرنيك ان مايلز هو المتحكم الجديد للوولرايدر، تتحول الشاشة إلى اللون الأسود، ثم تُسمع صرخات الضباط وهم يقتلون على يد الوولرايدر.

### الإضافة (المنذر)
وايلون بارك، مهندس برمجيات، يعمل في مستشفى ماونت ماسيف للأمراض العقلية لصالح منظمة ماركوف. عمله هو ان يستلزم المحافظة على المحرك الحيوي الذي يتحكم بالأحلام الصافية الذي يستخدم لإجراء التجارب على المرضى بجعلهم يغيبون عن الوعي ويتحكمون بالأحلام. بعد العمل المباشر على المحرك عدة مرات والتجارب اللا إنسانية، قرر ان يرسل رسالة إلكترونية للمحقق مايلز ابشور يستدعيه للقدوم وفضح الشركة وتوثيق الأحداث. بعد فترة قصيرة من ارساله الرسالة، يتم استدعائه لمركز البحوثات والعمليات في المختبر التحت ارضي لتصحيح نظام الرصد، عندما يعود، يفاجئ بالمشرف جيريمي بلير (بالإنجليزية: Jeremy Blaire) الذي باغته بالهجوم مع ضباط الأمن ليسقطوه مغمى عليه وينقله لإحدى غرف التجارب.
يستيقظ بارك من الغيبوبة بعد ان خرج الوولرايدر عن السيطرة، وبعدها يهرب ويأخذ معه كاميرا كالتي كانت مع مايلز ابشور، يبدأ بارك بالبحث عن مخرج من المستشفى، ويرى الموظفين وضباط الأمن يهربون من المرضى الذين هم بكامل حريتهم ومع ذلك يغلقون كل الأبواب ورائهم، هذا جعل هروب بارك امرا صعبا، بعدها يقرر ان يحاول الوصول إلى موجات الراديو القصيرة لاستدعاء السلطات. خلال تنفيذ خطته، يبدأ بخوض مغامرة الهروب من آكل لحوم البشر المجنون فرانك مانيرا (بالإنجليزية: Frank Manera) الذي يمتلك منشارا دائريا كهربائيا ويحاول قتل بارك بكل الطرق، وفي مرة من المرات، استطاع ان يمسك به ويدخله بداخل الفرن، لكن بارك ينجح في كسر الجدار الخلفي للفرن والهرب . بعدها يتمكن بارك من الوصول لموجات الراديو القصيرة، لكن جيريمي بلير يهاجمه مرة أخرى ويحطم جهاز الإرسال، وبعدها يقوم بخنق بارك متهما له انه لم يستطع ابقاء فمه مغلقا .بعد ذلك يسمع جيريمي خطوات كريس والكر قادما، فيترك بارك على الأرض ليموت، ولكن يستطيع بارك استعادة قوته والتملص من كريس والكر من خلال نافذة .
بعدها يتطيع بارك ان يصل إلى علية المستشفى حيث دينيس (بالإنجليزية: Dennis) مريض يعاني من اضطراب الشخصية الانفصامية، حيث قرر ان يمسك ببارك ويعرضه على ايدي غلاسكين (بالإنجليزية: Eddie Gluskin) الذي يطلق عليه اسم «العريس» (بالإنجليزية: The Groom). بارك يهرب من دينيس، ويتملص من ايدي، لكنه بينما هو يهرب من ايدي يسقط على سقف مصعد كان في أحد الطوابق السفلية ويجرحح رجله جرحا عميقا، والذي نتج عنه انه بدأ يعرج . هذا يجعل امكانية امساك ايدي ببارك امرا سهلا، وبالفعل امسك ايدي ببارك داخل إحدى الخزانات وقام بسحبه لإحدى الغرف ثم تخديره بغاز سام جعله يفقد الوعي لمدة 12 ساعة .
و بينما يفتح بارك عينيه يشاهد ايدي وهو يقوم بمحاولة اخصاء الرجال وتحويلهم لنساء جسديا، لكنه يفقد الوعي مرة أخرى، وعند استفاقته فعليا، يجد نفسه مربوطا على طاولة اثناء حديث ايدي معه عن الزواج والإنجاب، ثم يشغل المنشار الخاص به، ويحاول اخصاء بارك، لكن في اللحظة الأخيرة، يهاجم أحد المرضى ايدي، تاركا لبارك الفرصة للهرب اثناء ملاحقة ايدي له، وبالفعل يفك بارك القيود ويحرر نفسه . بعد ان قام ايدي بقتل المريض الذي هاجمه، يعود لملاحقة بارك مرة ثانية في ساحة الألعاب الرياضية التي كان سقفها مملوءا بجثث ضحايا ايدي المعلقة، ولكن اثناء المطاردة، يمسك ايدي ببارك مرة أخرى ويحاول شنقه، لكن خطأً ما جعل ايدي يفقد السيطرة، ويعلق بخيط رفعه للأعلى في حين اخترق قضيب معدني كبير مسنن جسده، تاركا اياه يموت، وفي نفس الوقت ينجح بارك بتحرير نفسه والهرب من الساحة .
مع بزوخ الشمس، كان ضباط امن ماركوف قد وصلو الي المستشفى ليقتلوا أي شيء يرونه . يختفى بارك عن انظارهم واصلا إلى ساحة الإستقبال الرئيسية، هناك يجد المشرف جيريمي بلير مجروحا . يطلب بلير مساعدة بارك في مقابل مساعدته له، لكن حين يقترب بارك من بلير، يباغت بلير بارك بطعنة مفاجئة في بطنه، لكن الوولرايدر يقوم بتمزيق بلير قبل ان يقتل بارك . ينهض بارك ويخرج من الباب الأمامي للمستشفى ويصل إلى سيارة مايلز ابشور (الجيب) التي كانت لا تزال مركونة عند مدخل الساحة الأمامية للمستشفى . يهرب بارك إلى خارج منطقة المستشفى بمساعدة الوولرايدر الذي كان يتحكم به في الواقع روح مايلز ابشور .
في الخاتمة، يجلس بارك امام جهاز اللاب توب والفيديوهات التي سجلها بالكاميرا جاهزة للرفع لفضح منظمة ماركوف، وأمامه أحد الأشخاص يخبره ان تلك الفيديوهات أكثر من كافية لتدمير مؤسسة ماركوف ، لكنه يحذره ان أعضاء المؤسسة سوف يجدونه ، وينهون حياته وحياة عائلته بأكملها يقول له انه إذا رفع هذه الفيديوهات فأنه لن يصل في يوم للعدالة . وعلى الرغم من تردد وايلون ، يقوم برفع الفيديوهات ويغلق اللاب توب بعدها يختفي هو وعائلته ويبقى مصيره مجهول .

## الإصدار
لعبة آوت لاست نشرت لأول مرة للتحميل عبر موقع ستيم بتاريخ 4 سبتمبر 2013، ودعمت منصة بلاي ستيشن 4 بتاريخ 4 فبراير 2014 مجانا لمستخدمي خاصية بلاي ستيشن بلس فقط .
الإضافة ، المنذر ، كانت بمثابة احداث متداخلة مع احداث القصة الأساسية . كانت عن وايلون بارك ، مرسل الرسالة الجهولة لمايلز ابشور ، واحداثها تكون قبل وبعد خط الأحداث على حد سواء . نسخة المايكروسوفت ويندوز للإضافة نشرت بتاريخ 6 مايو 2014 في جميع انحاء العالم ، وايضا نسخة البلاي ستيشن 4 نشرت بتاريخ 6 مايو 2014 في امريكا الشمالية، وبتاريخ 7 مايو 2014 في اوروبا، اما نسخة الإكس بوكس ون فنشرت بتاريخ 18 يونيو 2014 في امريكا الشمالية واوروبا.

## الإستقبال
| استقبال |                                                     |
| --- | --------------------------------------------------- |
| مجموع النقاط المجموع نقاط ميتاكريتيك PC: 80/100 [ 13 ] PS4: 78/100 [ 14 ] Xbox One: 80/100 [ 15 ] NSW: 77/100 [ 16 ] نتائج المراجعة نشرة نقاط دستركتويد 9/10 [ 17 ] يورو غيمر 7/10 [ 18 ] غيم إنفورمر 7.5/10 [ 19 ] غيم سبوت 7/10 [ 20 ] آي جي إن 7.8/10 [ 21 ] جويستيك [ 22 ] بي سي غيمر (الولايات المتحدة) 7.5/10 [ 23 ] |                                                     |
| مجموع النقاط |                                                     |
| المجموع | نقاط                                                |
| ميتاكريتيك | PC: 80/100 PS4: 78/100 Xbox One: 80/100 NSW: 77/100 |
| نتائج المراجعة |                                                     |
| نشرة | نقاط                                                |
| دستركتويد | 9/10                                                |
| يورو غيمر | 7/10                                                |
| غيم إنفورمر | 7.5/10                                              |
| غيم سبوت | 7/10                                                |
| آي جي إن | 7.8/10                                              |
| جويستيك | [ 22 ]                                              |
| بي سي غيمر (الولايات المتحدة) | 7.5/10                                              |

بتاريخ من 19 أكتوبر 2016 بيع أكثر من 4 ملايين نسخة من اللعبة. وتلقت كذالك ملاحظات إيجابية عبر موقع ميتاكريتيك حيث حصلت على إصدار إكس بوكس ون 80/100 استنادًا إلى 6 مراجعات، وعلى إصدار مايكروسوفت ويندوز 80/100 استنادًا إلى 59 مراجعة ، وعلى إصدار البلاي ستيشن 4 78/100 استنادًا إلى 33 مراجعة. بالإضافة لحصولها على عدد من الجوائز والأوسمة من E3 2013، بما في ذلك تكريم "Most Likely to Make you Faint"، وواحد من «الأفضل في E3».
أعطى موقع ألعاب الكمبيوتر Rock، Paper، Shotgun تقييمًا إيجابيًا للغاية لـ أوت لاست ، مشيرًا إلى أن «اللعبة ليست تجربة في كيف يمكن أن تكون الألعاب مخيفة ، إنها أصل التجربة.»  كما صنف ماتي سيلفا من آي جي إن اللعبة بدرجة 7.8 ومدح عناصر الرعب وأسلوب اللعب مع انتقاد البيئات ونمذجة الشخصية.
أعطت غيم سبوت للعبة مراجعة إيجابية أيضًا ، قائلة إن «أوت لاست ليست لعبة مهارة ، وكما اتضح ، هذا منطقي. أنت لست شرطيًا أو جنديًا أو بطلًا خارقًا، أنت مجرد مراسل ، فأنت لا تمتلك العديد من المهارات التي يمكنك من خلالها صد المتوحشين والمطاردين الذين يستخدمون السكاكين وغيرهم من المجانين الذين يتربصون في أروقة المصحة المتهالكة. لا يمكنك أن تطلق النار عليهم ، أو لكمهم ، أو تمزق الأنابيب من الجدران لضربها. لا يمكنك سوى الجري والاختباء».

## التكملة
كشفت ريد بارلز أنه نظرًا لنجاح أوت لاست، كان هناك تكملة قيد التطوير.
كان من المقرر إصدارها في البداية في أواخر عام 2016، ولكن تم تأجيله إلى أوائل عام 2017 بسبب المضاعفات أثناء التطوير.
بعد ذلك، تم دفع تاريخ الإصدار إلى الربع الثاني من عام 2017، على الرغم من الإصدار المزمع للربع الأول من عام 2017. في 6 مارس 2017، أعلنت الشركة أن حزمة فعلية تسمى Outlast Trinity ستصدر لأجهزة Xbox One و PlayStation 4 في 25 أبريل.
التتمة ، بعنوان أوت لاست 2، تم توفيرها رقميًا لأنظمة مايكروسوفت ويندوز وبلاي ستيشن 4 وإكس بوكس ون في 25 أبريل 2017 ؛ وجاءت إلى نينتندو سويتش، جنبًا إلى جنب مع أوت لاست، في فبراير 2018. تجري أحداثها في نفس الكون مثل اللعبة الأولى، ولكنها تتميز بقصة جديدة بشخصيات مختلفة، تدور أحداثها في صحراء أريزونا.
تم الإعلان عن أوت لاست 3 في ديسمبر 2017، على الرغم من عدم تأكيد أي إطار زمني أو منصات مستهدفة. خلال هذا الإعلان ، قالت شركة ريد بارلز أنه نظرًا لعدم تمكنهم من إضافة محتوى قابل للتنزيل بسهولة لـ أوت لاست 2، فقد كان لديهم مشروع منفصل أصغر يتعلق بـ أوت لاست والذي سيتم إصداره قبل أوت لاست 3. المشروع ، الذي تم طرحه في أكتوبر 2019، هو مقدمة لـ أوت لاست 2، تسمى ذا أوت لاست ترايلز، وهي لعبة رعب تدور أحداثها في الحرب الباردة، لا تزال اللعبة في مراحل التطوير، مع تاريخ إصدار محدد عام 2021.